# 1988 في الكويت

## المناصب
- أمير الدولة: جابر الأحمد الصباح
- رئيس الوزراء وولي العهد: سعد العبد الله السالم الصباح

## أحداث
- اختطاف طائرة الجابرية.

## مواليد
- فهد البناي - ممثل.
- يوسف الحشاش - ممثل.
- فهد العنزي - لاعب كرة قدم.
- عبد العزيز المشعان - لاعب كرة قدم.
- مسك - ممثلة.
- محمد صفر - ممثل.
- محمد المسلم - ممثل
- محمد الرمضان - ممثل
- حمد أشكناني - ممثل
- شجون الهاجري - ممثلة